# Невеселий Микола Васильович
Микола Васильович Невеселий (1 січня 1946, с. Гладкове Білокуракинського району, нині Луганської області — 6 червня 2006, Тернопіль) — український скульптор. Батько Тараса Невеселого.

## Життєпис

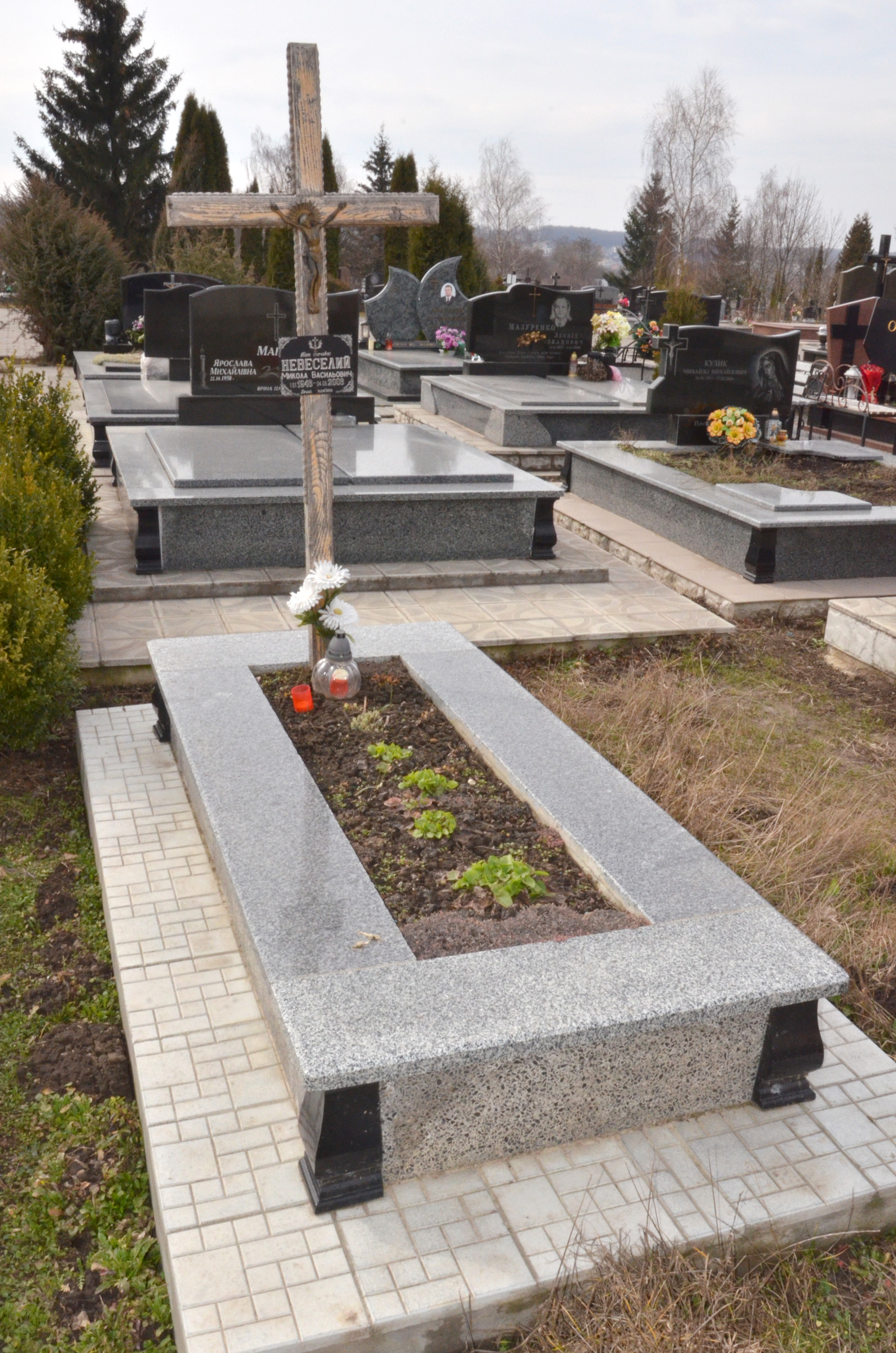
Могила Миколи Невеселого

Навчався у Луганському державному художньому училищі (1961–1966, нині Луганський коледж культури та мистецтва), Інституті живопису, скульптури й архітектури АМ у м. Ленінград (1970–1976, нині Санкт-Петербурзький державний академічний інститут живопису, скульптури та архітектури імені І. Ю. Рєпіна).
Від 1976 — в м. Тернопіль.
Учасник збірних виставок у Тернополі, Запоріжжі, Львові, Києві, Москві (РФ) та інших містах.
Похований у Тернополі на міському кладовищі біля с. Підгороднього.

## Роботи
Серед творів: 

Пам'ятник Тарасові Шевченку в Тернополі роботи М. Невеселого

- станкова скульптура «Верховинка» (1977, дерево, 40×30×25)[1],

пам'ятники у Тернополі:
- Тарасові Шевченку (1982)[2],[3]
- Герою Радянського Союзу М. Пігарєву (1984), парк Слави (нині Старий Парк),
- Ярославові Стецьку (1998)[4],

пам'ятники в інших населених пунктах:
- пам'ятник Герою Радянського Союзу М. Пігарєву (1984) в с. Ангелівка;
- пам'ятник Тарасові Шевченку в місті Почаїв (1993);
- пам'ятники воїнам-односельцям (1989) і Тарасові Шевченку (1992) у смт Велика Березовиця;
- пам'ятник Тарасові Шевченку в смт Великі Бірки (1995);
- галерея (горельєфи) державотворців у м. Монастириська (1997).

Пам'ятник Тарасові Шевченку у Великих Бірках
Пам'ятник Тарасові Шевченку у Велика Березовиця

У 2000 заклав сквер імені святого Андрія Первозванного між вулицями Василя Симоненка і бульваром Пантелеймона Куліша у м. Тернопіль.